# Витория Колона
Вижте пояснителната страница за други личности с името Витория.
Витòрия Колòна (на италиански: Vittoria Colonna; * април 1490 или 1492, Марино, † 25 февруари 1547, Рим) е италианска поетеса и чрез брак маркиза на Пескара. 
Нейната ранна поезия започва да привлича вниманието в края на 1510-те г. и в крайна сметка тя става част от най-популярните поети на Италия през XVI век. Пиетро Бембо, Луиджи Аламани, Балдасаре Кастильоне и Маргарита Наварска са сред нейните литературни приятели. Тя също е в близки отношения с много от членовете на Италианското реформаторско движение, като Пиетро Карнесеки и Бернардино Окино, но умира преди църковната криза в Италия да се изостри. Тя е близка приятелка с Микеланджело Буонароти, който ѝ посвещава свои творби.

## Произход
Витория Колона е родена в Марино –  владение на семейство Колона близо до Рим. Тя е единствената дъщеря на Фабрицио Колона (* ок. 1450, † 1520), велик конетабъл на Кралство Неапол,  херцог на Палиано, граф на Херцогство Талякоцо, и на съпругата му Аниезе ди Монтефелтро (* 1470, † 1523), принцеса от Урбино. Нейни дядо и баба по бащина линия са Одоардо Колона, кондотиер, херцог на Талякоцо и граф на Албе и Челано, и Филипа Конти, а по майчина – Федерико III да Монтефелтро, херцог на Урбино, и Батиста Сфорца. Има пет братя: 
- Федерико (* 1497, † 1516), капитан генерал на кавалерията
- Асканио I (* 1500, † 1557), херцог на Палиано, маркиз на Атеса и на Манопело, херцог на Урбино без свита, вицекрал на Абруцо, велик конетабъл на Неаполитанското кралство от 1520 г., съпруг на Джована Арагонска
- Фердинандо
- Камило
- Марчело

Има и един природен брат (Шара, кондотиер) и една природена сестра от извънбрачни връзки на баща си.
Датата на раждането ѝ е неясна: в допълнение към каноничната дата 1490 г., 1492 г. е предложена във важно немско монографично изследване от 1916 г. Принадлежейки към знатното римско семейство Колона, тя получава титлата „Маркиза на Пескара“.

## Биография

### Ранни години и брак
През 1495 г. по настояване на Фердинанд II, крал на Неапол, 3-4-годишната Витория е сгодена за Фернандо д’Авалос, син на маркиза на Пескара.
През 1501 г. владенията и земята на семейство Колона са конфискувани от папа Александър VI и семейството се премества в Иския, дома на годеника на Витория. Там тя получава типично хуманистично образование по литература и изкуства от Костанца д’Авалос, херцогиня на Франкавила и леля на нейния годеник, и дава ранни доказателства за любовта си към литературата. Витория Колона става част от литературния кръг на Костанца. Тя получава добро образование и от рано проявява интерес към литературата. Животът ѝ протича в много щастлив културен момент и тя е заобиколена от най-добрите художници и писатели на века, включително Микеланджело Буонароти, Лудовико Ариосто, Якопо Санадзаро, Джовани Понтано, Бернардо Тасо, Анибале Каро, Пиетро Аретино, Джироламо Бритонио, Анджело ди Костанцо и много други. 
Нейната ръка е търсена от много ухажори, включително херцозите на Савоя и Браганса, но тя избира да се омъжи за д’Авалос в Арагонския замък на остров Иския на 27 декември 1509 г. Бракът ѝ с него, макар и уреден да служи на семейната политика, е успешен от сантиментална гледна точка, чакар че двамата съпрузи не прекарват много време заедно. Те се виждат рядко, но водят оживена кореспонденция в проза и стихове. 
Двойката живее заедно в Иския до 1511 г., когато съпругът ѝ предлага меча си на Лигата срещу французите (т. нар. Камбрийска лига). Той е пленен през 1512 г. в битката при Равена и е транспортиран до Франция. По време на месеците на задържане и последвалите дълги години на кампания Витория и съпругът ѝ си кореспондират страстно, но само едно поетично „Послание“ до съпруга ѝ е оцеляло. Джоузеф Джибалди отбелязва, че стихотвоението на Витория към съпруга ѝ е пряка имитация на „Хероидите“ на Овидий, в която известни древни жени като Дидона и Медея отправят оплаквания към своите отсъстващи любими. Тъй като това е единственото съществуващо стихотворение на Витория Колона преди смъртта на съпруга ѝ, може да се запитаме дали нейните страстни стихове отразяват истинската ѝ страст към него или са просто стилна и научна реакция към конкретно събитие. Също така е известно, че той е имал връзка с една от придворните дами на Изабела д’Есте.
Между 1516 и 1522 г. Витория губи трима членове на семейството си. По-малкият ѝ брат Федерико умира през 1516 г., последван от баща ѝ Фабрицио през 1520 г. и майка ѝ Аниезе през 1522 г.
Съпругът ѝ става виден офицер в армията на Карл V. Под влияние на съпругата си Фернандо д’Авалос отказва да се включи в метежа срещу Карл V през 1525 г., отхвърляйки предлаганата му корона на Неапол.
Витория прекарва лятото на 1525 г. в замъка на баща си в Марино, където се разболява и страда от болести до края на живота си. По това време тя получава ранно ръкописно копие на „Книгата на придворния“ на Балдасаре Кастильоне, което тя разпространява в Неапол. На 21 септември той ѝ пише писмо, в което се оплаква, че по този начин е позволила непубликуваната творба да бъде частично преписана, а пиратската версия го кара да ускори публикуването на книгата си.
Междувременно папската политика става все повече профренска и братът на Витория Асканио I се присъединява към членовете на семейството, които от лятото на 1525 г. се обединяват около кардинал Помпео Колона в опозиция на папата. Когато Помпео оглавява експедицията, която на 20 септември 1526 г., в името на императорската власт и с омраза към папата, плячкосва ватиканските дворци, херцог Асканио е с него. След като папата постига споразумение с императорския посланик Уго ди Монкада, сем. Колона и техните сътрудници трябва да се оттеглят, но папата не спазва обещанието си за прошка. Така Асканио е включен в отлъчването, което папата стартира срещу семейство Колона в началото на ноември.

### Вдовство
На 3 декември 1525 г. съпругът на Витория Фернандо умира в Милано от раните, които е получил в битката при Павия. Витория, която бърза, за да се погрижи за него, получава новината за смъртта му във Витербо. Тя спира и се оттегля в църквата „Сан Силвестро ин Капите“ в Рим, където има манастир в Ордена на Света Клара. Молбата ѝ да положи обет и да влезе в манастира е отхвърлена от папа Климент VII и от брат ѝ Асканио I и след това тя се завръща в Иския, където остава няколко години. Абигейл Брундин преполага, че папата и брат ѝ отказват на молбата ѝ, понеже се надяват на бъдещ брак за нея с цел създаване на друг желан политически съюз. Тя обаче отказва на няколко ухажори и се посвещава на писането на поезия – започва да пише своите „Rime spirituali“ („Духовни рими“), които остават основата на творчеството ѝ.
Разграбването на Рим (1527) най-накрая дава възможност на семейство Колона да подобри отношенията си с папата Медичи, Климент VII, като предложи помощ на римското население. Въпреки това, когато френската армия атакува Неапол, целият дом Авалос намира убежище на остров Иския. Девет месеца след разграбването на папския град историкът Паоло Джовио пристига на Иския, след като е поканен от Витория, където остава до 1528 г. По време на престоя си на острова той написва своя непубликуван Dialogus de viris ac foeminis aetate nostra florentibus , който се развива в Иския между края на септември и началото на декември 1527 г. В третата книга на диалога Джовио включва десет страници възхвала на Витория.

### Приятелство с Микеланджело
Връщайки се в Рим през 1531 г., Витория прекарва следващите години между Рим, Орвието, Иския и други места. През 1532 г., преди да умре, братовчед ѝ кардинал Помпео Колона ѝ посвещава Apologia mulierum („Апология на жените“) – трактат, според който жените трябва да споделят в обществени служби и магистратури.
Витория среща Пиетро Карнесеки през 1535 г. и създава приятелство с флорентинския хуманист. През 1535 г. нейната балдъза Джована Арагонска се разделя с брат ѝ Асканио и идва в Иския. Витория се опитва да ги помири, но въпреки че Джована отказва, двете жени се сближават, подкрепят Хуан де Валдес и се опитват да се застъпят за Асканио, когато той отказва да плати данък сол на папа Павел III.
Първата ѝ среща с Микеланджело Буонароти датира от 1536 или 1538 г. През 1536 г. тя се завръща в Рим, където, освен че печели одобрението на кардиналите Реджиналд Пол и Контарини, се превръща в обект на страстно приятелство от страна на 64-годишния творец. Той я обича (платонично) изключително много и върху него Витория има голямо влияние, вероятно и религиозно. Като доказателство за привързаността и уважението, които той изпитва към нея, той ѝ посвещава някои от най-добрите си сонети, рисува я и прекарва много време с нея. Тя му дава като подарък ръкопис на своя духовна поезия. Маркизата поддържа тясна епистоларна кореспонденция с него в продължение на много години, от която днес са запазени две писма от Микеланджело и пет от маркизата. През 1540 г. Буонароти ѝ изпраща малката картина „Разпятие“ за нейния личен параклис; скиците на Разпятието се съхраняват в Британския музей в Лондон и в Лувъра в Париж: художникът е нарисувал само Христос, Богородица и Магдалена и когато Витория умира през 1547 г., той модифицира картината, като изобразява Витория като Магдалена. Копие от нея се намира в съкатедралата „Санта Мария де Ла Редонда“ в Логроньо. Асканио Кондиви съобщава за съжалението, изпитано от Микеланджело, когато пред трупа на Витория съжалява, че е целунал ръката ѝ, но не и челото или бузата ѝ.
По-късно Витория има желание да направи пътуване до Светите земи. Отива във Ферара през май 1537 г., чакайки да получи разрешение от папата, с намерението да отплува от Венеция. Планът е провален поради лошото ѝ здраве. Във Ферара участва в основаването на капуцински манастир за бъдещия протестант Бернардино Окино. Тя е близка и с други привърженици на реформата в Църквата, като Пиетро Карнесеки и Хуан де Валдес, както и с писатели като Пиетро Бембо, Луиджи Аламани и Балдасаре Кастильоне. Остава в града до февруари 1538 г., след което се връща в Рим.

### Последни години и смърт
През 1541 г. брат ѝ Асканио I влиза в конфликт с папа Павел III за втори път, стигайки толкова далеч, че подклажда бунт. След това Витория отива във Витербо, където се среща с кардинал Реджиналд Поул.
През 1544 г. тя се връща в Рим, където умира три години по-късно на около 57-годишна възраст в манастира „Сан Силвестро“ в присъствието на Микеланджело. Със смъртта си тя вероятно се спасява от процеса на Инквизицията, което тегне върху много от нейните приятели. Погребана е в Колегиалната църква „Сант Андреа“ в Палиано.

## Витория Колона в културата
Името на Витория Колона е гравирано като част от възпоменателен куплет на една от четирите странични глави на новия мост „Рисорджименто“ в Пескара през 1949 г. заедно с тези за Франческо Фернандо д'Авалос, Джан Джироламо Акуавива и Муцио Атендоло Сфорца. Също така на нея в Пескара са посветени улица, Общинската библиотека на Музея на народа на Абруцо и Градската галерия за модерно и съвременно изкуство.
Дълбокото ѝ приятелство с Микеланджело Буонароти несъмнено е един от факторите, които допринасят за славата на Витория. 
- Тя обаче вече е спомената от Лудовико Ариосто в „Бесният Орландо“[24], където е възхвалявана както за красотата на стиховете, посветени на паметта на нейния съпруг, така и за нейната съпружеска вярност (37).
- Заедно със съпруга си Витория е главната героиня на новелата „Изкушението на Пескара“ (Die Versuchung des Pescara) (1887) от Конрад Фердинанд Майер.[25]
- Появява се в последното действие на пиесата La Renaissance (1877) от Жозеф Артюр дьо Гобино[26] заедно с Микеланджело, който я смята за негова равна по духовно величие.
- Тя е сред героите в недовършената поема „Микел Анджело“ на Хенри Уадсуорт Лонгфелоу,[27] публикувана посмъртно, който цитира няколко пасажа от нейната  кореспонденция почти буквално в произведението си.
- В пиесата „Микеланджело“ (1909) на Ханс Карл Абел[28] Витория, благодарение на своите умереност и зрялост, играе ролята на духовен водач на художника
- Густав Еберлайн във въведението към своя „Микеланджело“ (1942), в което Витория е обичана безнадеждно от скулптора, я определя като „духовно най-богатата жена на своето време“.[29]
- В комедията „Микеланджело“ (1897) от Ото фон дер Пфортен[30] Витория е решаваща за щастливия край на историята.
- В пиесата „Микеланджело“ (1949) на Ото К. А. цур Неден[31] тя е образ, предизвикан от въображението на главния герой, който обаче ще му даде сили да възобнови работата си в „Свети Петър“.
- В пиесата „Микеланджело“ (1956) на Мирослав Кърлежа[32] тя се превръща в символ на спасителната сила на жената, както и на вдъхновението на художника.
- Паоло Джакомети[33] озаглавява втората част на своя „Микеланджело Буонароти“ (1874) „Маркизата на Пескара“ – тук Витория е постоянно присъстваща, също активна по политически въпроси.
- Анита Барбиани[34] в своята пиеса „Микеланджело” (1955) предлага исторически надежден портрет на маркизата.
- У Силвано Бусоти (1976)[35] Витория представлява Истината
- В „Последната нощ на Микеланджело в Рим“ (L'ultima notte di Michelangelo a Roma) (1991) от Джорджо Веронези[36], докато въплъщава фигурата на Диотима, тя е и реална героиня
- Героиня е в стихитворението „Неразделённость“ на Константин Дмитриевич Балмонт
- Луи Арагон, Plainte pour la mort de madame Vittoria Colonna, marquise de Pescaire
- Има неин измислен портрет (1861) от Жул Жозеф Лефевр
- Изобразена е на стенописа „Парнас“ на Рафаело Санцио в Папския дворец във Ватикана.

Присъствието на Колона в такива разнородни произведения показва как нейната фигура е оставила дълбока следа в литературното въображение.

## Произведения
Както отбелязват съвременните литературоведи, нейните любовни и елегични стихотворения са по-скоро плод на чувствителен и изящен подражателски дар, отколкото на силен оригинален талант. Творбите, последвали смъртта на съпруга ѝ, увековечават нейното име, като най-ярките от тях са сонетите от зрелостта ѝ - благозвучни творби, в които звучат дълбоко вътрешно благочестие, радостна надежда и неизменна вяра. „Стилът на поезията на Колона е много сдържан, не се характеризира с емоционални изблици и изглежда отразява начина на живот на поетесата, който учудва нейните почитатели с почти аскетизма си“, отбелязват изследователите. Като правило се отбелязва, че работата ѝ е в съответствие със стила на Франческо Петрарка, но в основното произведение Trionfo di Cristo се забелязва и влиянието на Данте Алигиери и Джироламо Савонарола.
Нейните творби включват любовни стихотворения за нейния съпруг, Rime, разделени на Rime amorose и Rime spirituali, вдъхновени от стила на Петрарка, и прозаични композиции на религиозни теми, включително „Плачът върху страстите Христови“ и „Речта върху Аве Мария“. По-долу е даден основен списък на някои издания на писанията на Витория Колона.
Публикувани приживе
- Rime de la Divina Vittoria Colonna Marchesa di Pescara. Nuovamente stampato con privilegio, Parma: Al Dottisimo Messer Allessandro Vercelli Philippo Pirogallo, 1538; и множество последвали издания
- Rime de la Diva Vettoria [sic] Colonna, De Pescara inclita Marchesana, Nuovamente [sic] aggiuntovi. XVI. Sonetti Spirituali, & le sue stanze, Florence: Nicolo d'Arisotile, detto il Zoppino, da Ferrara, 1539
- Rime de la Divina Vettoria [sic] Colonna de pescara inclita Marchesana nuovamente aggiuntovi XXIIII. sonetti Spirituali, & le sue stanze, & uno triompho de la croce di Christo non-piu stampato con la sua tavola, Venice: Per Comin de Trino ad instantia de Nicolo d'Aristotile detto Zoppino, 1540
- Dichiaratione fatta sopra la seconda parte delle Rime della Divina Vittoria Colonna [sic] Marchesana di Pescara. Da Rinaldo Corso..., Bologna: Gianbattista de Phaelli, 1543
- Le rime spirituali della illustrissima Signora Vittoria Colonna Marchesana di Pescara, Non più stampate da pochissime infuori, le quali altroue corrotte, et qui corrette si leggono, In Vinegia, appresso Vincenzo Valgrisi, 1546; и следващи издания

Посмъртни издания
- Le rime della Sig. Vittoria Colonna Marchesana Illustrissima di Pescara. Correte per M. Lodovico Dolce, Venice: Gabriel Giolito de Ferrari et Fratelli, 1552
- Pianto della Marchesa di Pescara sopra la passione di Christo. Oratione della medesima sopra l'Ave Maria. Oratione fatta il Venerdì santo, sopra la passione di Christo, In Venetia, Paolo Manuzio, 1556; и следващи издания
- Tutte le Rime della Illustriss. et Eccellentiss. Signora Vittoria Colonna, Marchesana di Pescara. Con l'Espositione del Signor Rinaldo Corso, nuovamente mandate in luce da Girolamo Ruscelli, Venice: Giovan Battista et Melchior Sessa Fratelli, 1558
- Pianto della Marchesa di Pescara, sopra la Passione di Christo, con una Oratione della medesima, sopra l'Ave Maria. Oratione fatta il venerdi santo, sopra la passione di Christo, In Vinegia appresso Gabriel Giolito de' Ferrari, 1563
- Quattordeci sonetti spirituali della illustrissima et eccellentissima divina Vittoria Colonna d'Avalos de Aquino Marchesa di Pescara, Venice: Scotto, 1580
- Rime spirituali della S. Vittoria Colonna, Marchesana Illustrissima di Pescara, Verona: Discepoli, 1586
- Alan Bullock, ed. (1982), Rime, Rome: Laterza
- Tobia R. Toscano, ed. (1998), Sonetti in morte di Francesco Ferrante d'Avalos, marchese di Pescara: edizione del ms. XII.G.43 della Biblioteca Nazionale di Napoli, Milan: Mondadori
- Abigail Brundin, ed. (2005), Sonnets for Michelangelo, Chicago, IL: University of Chicago Press
- La raccolta per Michelangelo. Il manoscritto Vat. lat. 11539, edizione e commento a cura di V. Copello, “Studi e Testi”, diretta da S. Magherini, A. Nozzoli e G. Tellini, Firenze, SEF, 2020
- Poems of Widowhood: A Bilingual Edition of the 1538 Rime, ed. Ramie Targoff and Troy Tower; trans. and introd. Ramie Targoff, New York-Toronto, Iter press, 2021

Писма
- Rime e lettere di Vittoria Colonna, marchesana di Pescara, Firenze, G. Barbera, 1860
- Lettere di Vittoria Colonna tratte da un codice della Capitolar biblioteca di Verona, a cura di Barbara Masutti, Verona, Vicentini e Franchini, 1868
- Lettere inedite di Vittoria Colonna marchesana di Pescara e altri documenti storici relativi ai Colonnesi, Roma, Tip. Barbera, 1875
- Lettere inedite di Vittoria Colonna e Benedetto Varchi, pubblicate con note da Abd-El-Kader Salza, Firenze, Tip. Pei minori corrigendi, 1898
- Nuove lettere inedite di Vittoria Colonna, a cura di Pietro Tacchi Venturi, Roma, tip. Poliglotta, 1901
- Carteggio di Vittoria Colonna marchesa di Pescara, raccolto e pubblicato da Ermanno Ferrero e Giuseppe Muller, Torino, E. Loescher, 1889
- Selected letters, ed. and commented by Veronica Copello, transl. by Abigail Brundin, “The Other Voice in Early Modern Europe”, New York-Toronto, Iter Press, 2022
- Carteggio, edizione e commento a cura di Veronica Copello, Pisa, Edizioni della Normale, 2023